# Alain Franck
Alain Franck (1927 - 21 de marzo de 2014) fue un guionista y director radiofónico y televisivo de nacionalidad francesa. 

## Biografía
Nacidlo en París, Francia, su nombre artístico era Franck Legris.
Franck era librero y periodista antes de convertirse en uno de los autores de relatos criminales más conocido de la radio y la televisión francesas. Escribió más de 30 guiones radiofónicos, y numerosas historias para la televisión. Además, Franck trabajó también como director y productor televisivo, y fue traductor. Por uno de sus trabajos televisivos ganó en 1974 el Prix Italia. 
Alain Franck fue también autor de libros infantiles, novelas policiacas y obras teatrales.
Sus guiones radiofónicos eran a menudo emocionantes, abriendo profundos conocimientos sobre la coexistencia humana. La cadena Südwestrundfunk (SWR) produjo muchas de sus historias radiofónicas. Sus personajes eran profundos y muy diferenciados. Con ellos, Franck intentaba demostrar las contradicciones y las limitaciones personales y sociales de los mismos. Por otra parte, sus historias querían ser un reflejo de la sociedad francesa y sus convencionalismos. Dentro de los programas Les Maîtres du Mystère, Les Auditeurs mènent l’enquête y Détectives en pantoufles, sus guiones fueron emitidos por France Inter, siendo traducidos al alemán por Maria Frey.
Miembro desde el año 1962, Franck trabajó activamente entre 1990 y 2001 para la Société des Auteurs et Compositeurs Dramatiques (SACD), una asociación de unos 50.000 autores. Por su trabajo fue premiado con su ingreso en la Orden de las Artes y las Letras.
Alain Franck falleció en Provins, Francia, en el año 2014.

## Obra

### Radio (Autor)
- 1967 : "An den Brücken der Marne", dirección de Ludolf Bode (SDR)
- 1967 : "Die Marne bei Charenton", dirección de Klaus Mehrländer (WDR)
- 1968 : "Edwards Erben", dirección de Reinhard Winkler (SDR)
- 1968 : "An einem Sonntag im August", dirección de Cläre Schimmel
- 1968 : "Notar Jasseron", dirección de Manfred Brückner (WDR)
- 1968 : "Edwards Neffen", dirección de Klaus Groth (SR)
- 1969 : "Gefährliches Spiel", dirección de Alexander Pestel (RIAS)
- 1969 : "Jasseron, Rechtsanwalt und Notar", dirección de Edmund Steinberger (BR)
- 1969 : "Jasseron, Rechtsanwalt und Notar", dirección de Robert Bichler (SR / DRS)
- 1969 : "Die Andere" , dirección de Cläre Schimmel (SDR)
- 1969 : "Die Wahrheit", dirección de Otto Düben y Dieter Carls (SDR)
- 1970 : "Akt der Verzweiflung", dirección de Andreas Weber-Schäfer (SDR)
- 1971 : "Auf der Spur", dirección de Cläre Schimmel (SDR)
- 1971 : "Ohne Haß und Furcht", dirección de Gustav Burmester (WDR)
- 1971 : "Haben Sie eine Katze, Herr Kommissar? ", dirección de Manfred Brückner (WDR)
- 1971 : "Achtung! Gefährliches Laboratorium", dirección de Andreas Weber-Schäfer (HR)
- 1972 : "Auf falscher Spur", dirección de Heiner Schmidt (SR)
- 1972 : "Fauxpas", dirección de Hans Gerd Krogmann (SDR)
- 1972 : "Vater und Sohn", dirección de Otto Düben (SWF)
- 1972 : "Ein schöner Sommertag", dirección de Edward Rothe (WDR)
- 1973 : "Drei Monate danach", dirección de Robert Bichler (SR / DRS)
- 1976 : "Operation Minerva", dirección de Günther Sauer (SDR)
- 1977 : "Wenn man noch einmal beginnen könnte... ", dirección de Klaus Groth (BR)
- 1980 : "Der dunkle Punkt", dirección de Heinz Wilhelm Schwarz (WDR)
- 1985 : "Der Kanadier", dirección de Bernd Duszynski (SR)
- 1985 : "Der Schuss", dirección de Bernd Duszynski (SR)
- 1985 : "Tod im Gemüsegarten", dirección de Bernd Duszynski (SR)
- 1988 : "Feine Leute", dirección de Otto Düben (SDR)

### Guionista (televisión)
- 1970 : "Les dossiers du professeur Morgan"
- 1972 : "L'homme au cerveau greffé"
- 1973 : "Les yeux qui hurlent", de Bernard Maigrot
- 1974 : "A dossiers ouverts"
- 1976 : "Gustalin", de Guy Jorré
- 1977 : "Désiré Lafarge"
- 1982 : "Les Michaud", de Georges Folgoas
- 1982 : "Marion"
- 1986 : "Espionne et tais-toi"

### Director (series televisivas)
- 1975 : "Erreurs judiciaires"
- 1980-1985 : "Messieurs les jurés"
- 1989 : "Les cinq dernières minutes"

### Dramaturgo
- 1968 : "Cinq poissons pour un week-end", galardonada con el premio del Théâtre du Casino d’Enghien". La pieza fue emitida por televisión.

### Traductor
- 2004 : "Crossing Jerusalem", de Julia Pascal (título francés: "La traversée de Jérusalem")